# Пономарёва (Иркутская область)
Пономарёва — деревня в Жигаловском районе Иркутской области России. Входит в состав Рудовского сельского поселения. 

## География
Находится на левом берегу реки Лена, примерно в 15 км к юго-юго-востоку (SSE) от районного центра, посёлка Жигалово, на высоте 427 метров над уровнем моря.
В период с 2007 года по 2009 год на автодороге «Курагино — Жигалово» в районе деревни Пономарёва был построен новый мост через реку Лена, взамен устаревшего понтонного моста.

## Население
| 2002 | 2010 | 2011 | 2012 |
| ---- | ---- | ---- | ---- |
| 144  | ↘108 | ↘107 | ↘105 |

По данным Всероссийской переписи, в 2010 году численность населения деревни составляла 108 человек (54 мужчины и 54 женщины).

## Улицы
Уличная сеть деревни состоит из одной улицы (ул. Центральная).